# Ed Sullivan Theater
Le Ed Sullivan Theater (à l'origine Hammerstein's Theatre, puis Manhattan Theatre, Billy Rose's Music Hall, CBS Radio Playhouse No. 3 et CBS Studio 50) est un théâtre situé au 1697-1699 Broadway, entre la 53e et la 54e Rue, dans le quartier des théâtres de Midtown Manhattan à New York.
Construit de 1926 à 1927 comme théâtre de Broadway, le Sullivan est un hommage d'Arthur Hammerstein à la mémoire de son père, Oscar Hammerstein I. Le théâtre à deux niveaux est conçu par Herbert J. Krapp, et doté de plus de 1 500 places, bien que le théâtre moderne Ed Sullivan ait été réduit à 370 places en 2015. L'intérieur néo-gothique est classé Monument de la ville de New York (New York City Landmark (en)) et le bâtiment est inscrit au registre national des lieux historiques.
Le théâtre Ed Sullivan est édifié avec un immeuble de bureaux de 13 étages de style gothique donnant sur Broadway. Un vestibule d'entrée et deux halls mènent de l'entrée principale de Broadway à l'auditorium de la 53e rue. L'auditorium est délibérément conçu pour ressembler à une cathédrale, contrairement à d'autres structures de Broadway. Il comporte un plafond en forme de dôme avec des nervures, et des murs pourvus de vitraux. Bien que la disposition des sièges et la scène aient été fortement modifiées par rapport à l' original, de nombreux éléments des halls et de l'auditorium sont intacts.
Hammerstein exploite le théâtre de 1927 à 1931, date à laquelle il le perd lors d'une saisie. Les cinq années suivantes, le théâtre est loué à plusieurs exploitants comme théâtre, music-hall, et est un night-club réputé des années 1930. Le théâtre devient un lieu de diffusion des émissions de radio CBS en 1936 et il est converti en studio de télévision en 1950. Sous le nom de Studio 50, il accueille le Ed Sullivan Show de 1953 à 1971, ainsi que d'autres spectacles tels que le Garry Moore Show et le Jackie Gleason Show. Le Studio 50 est renommé en l'honneur d'Ed Sullivan en 1967, et Reeves Entertainment l'utilise dans les années 1980 comme installation de diffusion. Le Sullivan héberge la franchise The Late Show de CBS depuis 1993, d'abord sous David Letterman, puis sous Stephen Colbert depuis 2015.

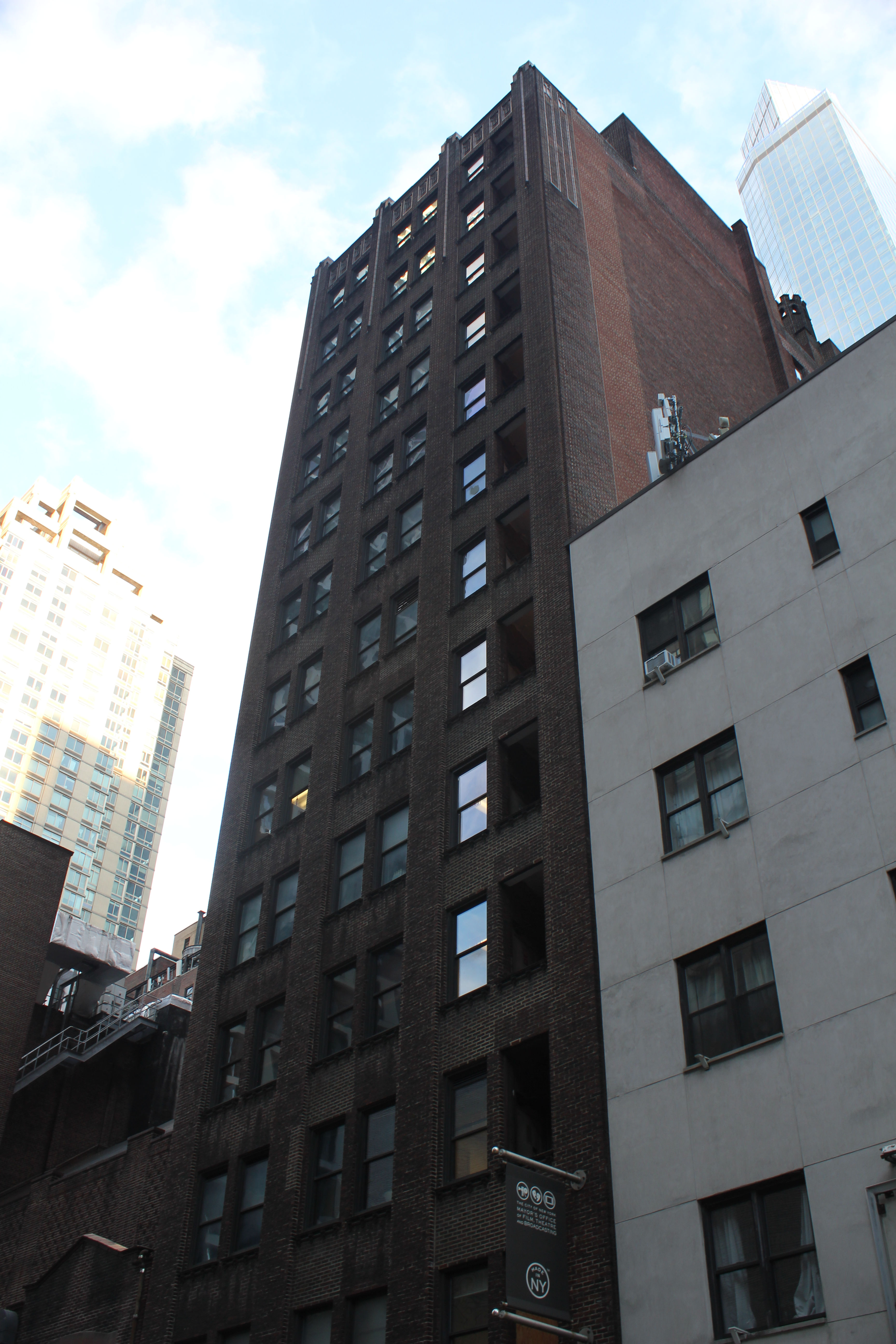
Bâtiment d'ensemble.
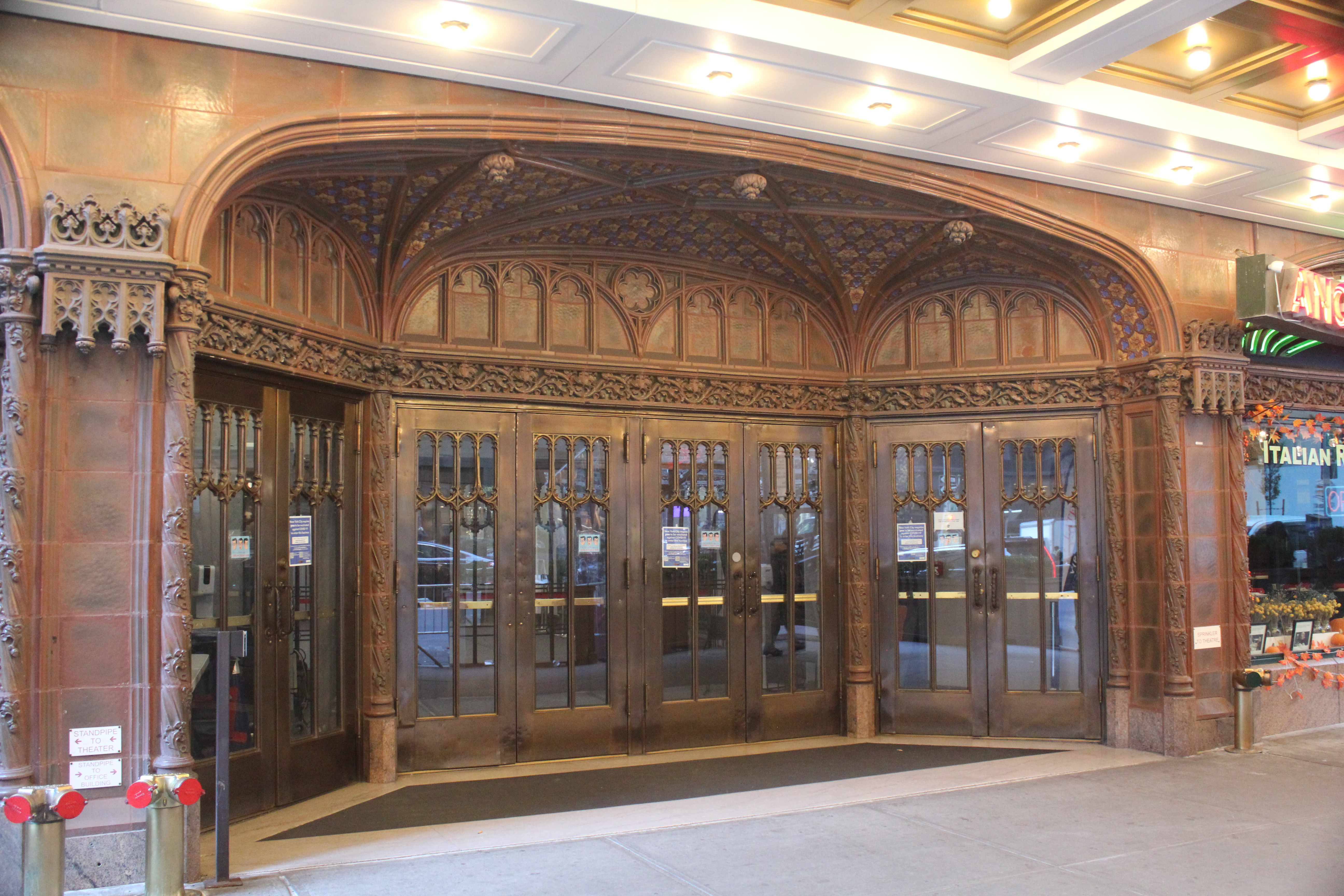
Entrée de style néo-gothique.
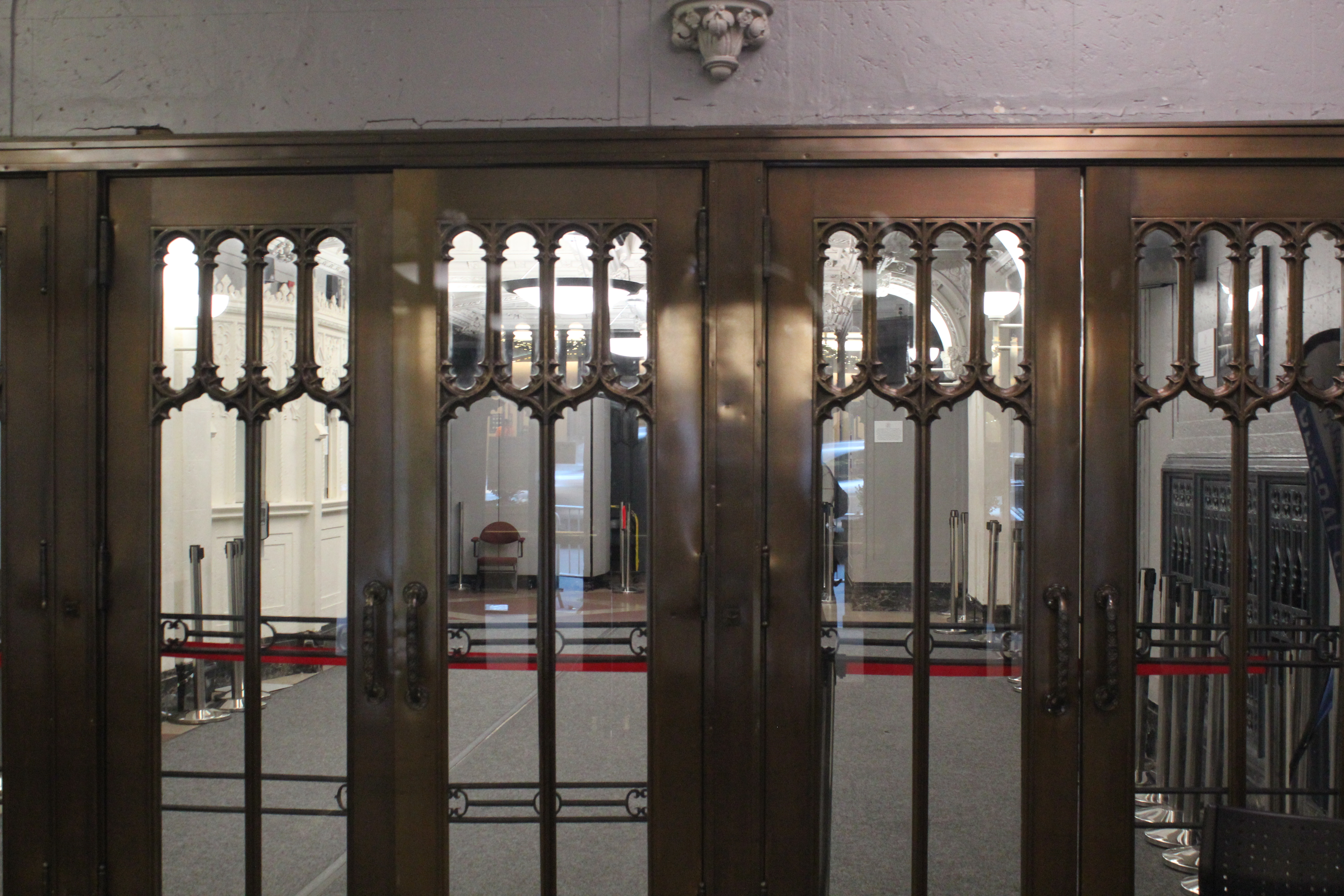
Hall d'entrée, 2007.
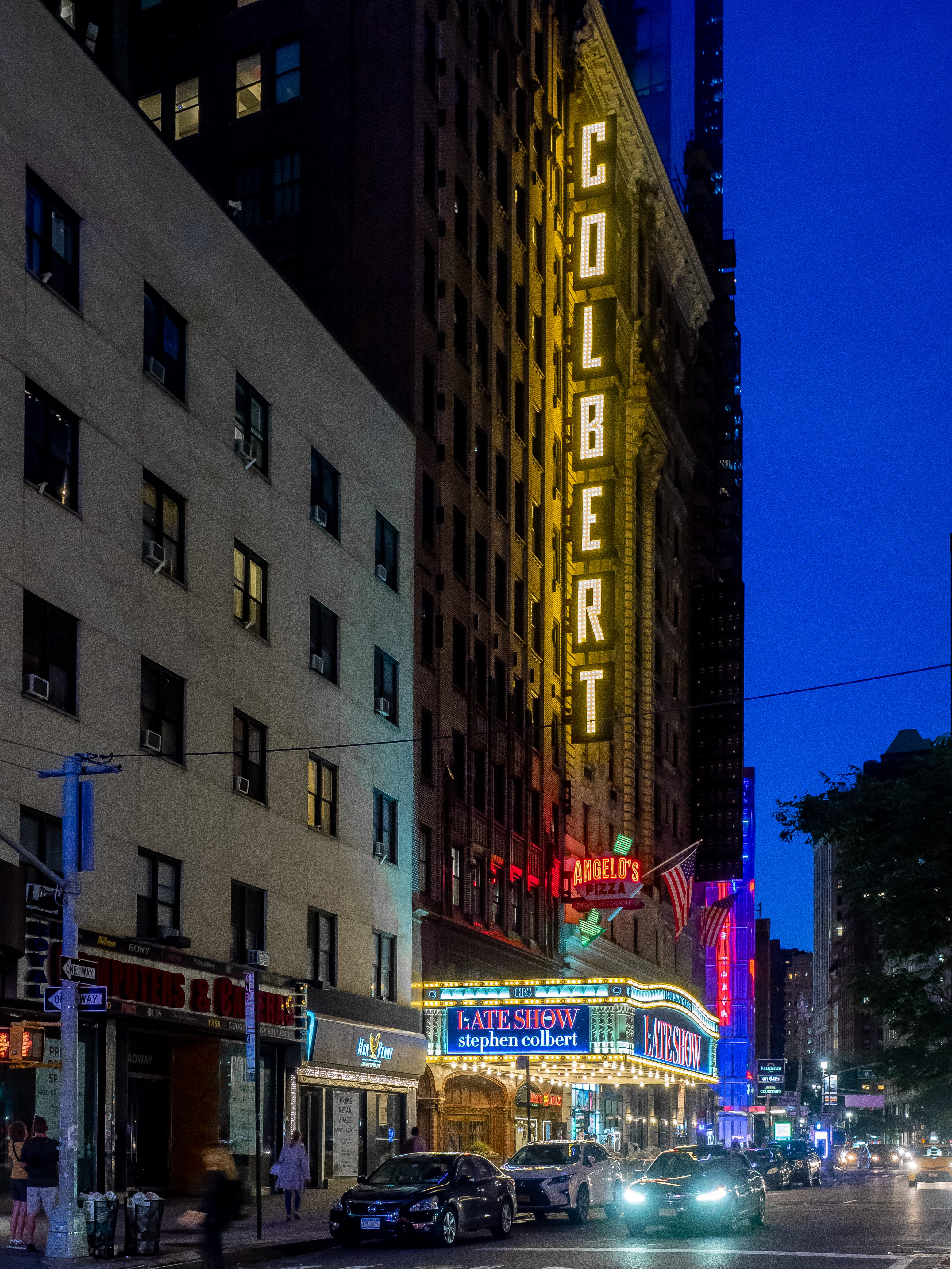
Annonce lumineuse pour le Late night show de Stephen Colbert, 2019.